# Frequenze del pianoforte
Questa è una lista delle frequenze in hertz (cicli al secondo) dei tasti di un moderno pianoforte standard a 88 tasti o di un pianoforte esteso a 108 tasti in temperamento graduale a dodici toni, dove il quarantanovesimo tasto, il la centrale (nella notazione internazionale A4), ha la sua fondamentale a 440 Hz.  Ogni ottava divide la frequenza in dodici passi identici (per esempio, il quinto la è 440 Hz e la sua ottava superiore è 880 Hz), ogni frequenza successiva si deriva moltiplicando (in crescendo) o dividendo (in descrescendo) per la radice dodicesima di due, pari a circa {\displaystyle {\sqrt[{12}]{2}}\approx 1,059463}. Per esempio, la frequenza del semitono superiore al la centrale A4 (A♯4), si ottiene moltiplicando 440 per la radice dodicesima di due. Per passare dal la centrale A4 al si centrale B4 (salendo di un tono, o due semitoni), si moltiplica 440 per la radice dodicesima di due, due volte (oppure per la radice sesta di due, approssimativamente {\displaystyle {\sqrt[{6}]{2}}\approx 1,122462}). Per passare da A4 a C5 (il do superiore, corrispondente a una terza minore), si moltiplica 440 tre volte per la radice di due, (o - similmente - per la radice quarta di due, approssimativamente {\displaystyle {\sqrt[{4}]{2}}\approx 1,189207}). Per gli schemi di ogni altro passaggio, si faccia riferimento allo schema dell'accordatura.
Questo è l'elenco di frequenze per un cosiddetto pianoforte ideale. In un pianoforte reale il rapporto tra i semitoni viene mantenuto leggermente più ampio, specialmente alle estremità alte e basse, dove la rigidità delle corde provoca inarmonicità, ovvero la tendenza delle frequenze armoniche di ogni nota ad alterarsi. Per compensare ciò, le ottave sono accordate leggermente in modo eccedente, allungate in base alle caratteristiche inarmoniche di ogni strumento. Questa deviazione dal temperamento uguale prende il nome di curva di Railsback.
La seguente equazione fornisce la frequenza f dell'ennesimo n tasto, come mostrato nella tabella:
{\displaystyle f(n)=\left({\sqrt[{12}]{2}}\,\right)^{n-49}\times 440\,{\text{Hz}}\,}
(a' = A4 = 440 Hz è il 49 tasto del pianoforte standard ideale)
Oppure, si può scrivere la stessa cosa così:
{\displaystyle f(n)=2^{\frac {n-49}{12}}\times 440\,{\text{Hz}}\,}
Viceversa, partendo da una frequenza sul piano standard idealizzato sintonizzato su la centrale a 440 Hz, si ottiene il numero chiave da:
{\displaystyle n=12\,\log _{2}\left({\frac {f}{440\,{\text{Hz}}}}\right)+49=}
{\displaystyle n=39.86\,\log _{10}\left({\frac {f}{440\,{\text{Hz}}}}\right)+49}

## Elenco

Un pianoforte a 88 tasti, con le ottave numerate ed evidenziati il do (azzurro) e il la centrale (giallo)

I valori in grassetto sono esatti per un pianoforte ideale. I tasti in grigio non sono comuni, compaiono solo sui pianoforti estesi. Un pianoforte standard, normalmente, è composto da 88 tasti, numerati da 1 a 88, con tasti a basse frequenze numerati da 89 a 97 e tasti ad alte frequenze numerati da 98 a 108. Un pianoforte a 108 tasti, con note da C0 a B8 fu costruito per la prima volta nel 2018 dalla Stuart & Sons.
| Tasto numero | Nome scientifico | Frequenza |
| ------------ | ---------------- | --------- |
| 108          | B8               | 7902.133  |
| 107          | A♯8/B♭8          | 7458.620  |
| 106          | A8               | 7040.000  |
| 105          | G♯8/A♭8          | 6644.875  |
| 104          | G8               | 6271.927  |
| 103          | F♯8/G♭8          | 5919.911  |
| 102          | F8               | 5587.652  |
| 101          | E8               | 5274.041  |
| 100          | D♯8/E♭8          | 4978.032  |
| 99           | D8               | 4698.636  |
| 98           | C♯8/D♭8          | 4434.922  |
| 88           | C8               | 4186.009  |
| 87           | B7               | 3951.066  |
| 86           | A♯7/B♭7          | 3729.310  |
| 85           | A7               | 3520.000  |
| 84           | G♯7/A♭7          | 3322.438  |
| 83           | G7               | 3135.963  |
| 82           | F♯7/G♭7          | 2959.955  |
| 81           | F7               | 2793.826  |
| 80           | E7               | 2637.020  |
| 79           | D♯7/E♭7          | 2489.016  |
| 78           | D7               | 2349.318  |
| 77           | C♯7/D♭7          | 2217.461  |
| 76           | C7               | 2093.005  |
| 75           | B6               | 1975.533  |
| 74           | A♯6/B♭6          | 1864.655  |
| 73           | A6               | 1760.000  |
| 72           | G♯6/A♭6          | 1661.219  |
| 71           | G6               | 1567.982  |
| 70           | F♯6/G♭6          | 1479.978  |
| 69           | F6               | 1396.913  |
| 68           | E6               | 1318.510  |
| 67           | D♯6/E♭6          | 1244.508  |
| 66           | D6               | 1174.659  |
| 65           | C♯6/D♭6          | 1108.731  |
| 64           | C6               | 1046.502  |
| 63           | B5               | 987.7666  |
| 62           | A♯5/B♭5          | 932.3275  |
| 61           | A5               | 880.0000  |
| 60           | G♯5/A♭5          | 830.6094  |
| 59           | G5               | 783.9909  |
| 58           | F♯5/G♭5          | 739.9888  |
| 57           | F5               | 698.4565  |
| 56           | E5               | 659.2551  |
| 55           | D♯5/E♭5          | 622.2540  |
| 54           | D5               | 587.3295  |
| 53           | C♯5/D♭5          | 554.3653  |
| 52           | C5               | 523.2511  |
| 51           | B4               | 493.8833  |
| 50           | A♯4/B♭4          | 466.1638  |
| 49           | A4               | 440.0000  |
| 48           | G♯4/A♭4          | 415.3047  |
| 47           | G4               | 391.9954  |
| 46           | F♯4/G♭4          | 369.9944  |
| 45           | F4               | 349.2282  |
| 44           | E4               | 329.6276  |
| 43           | D♯4/E♭4          | 311.1270  |
| 42           | D4               | 293.6648  |
| 41           | C♯4/D♭4          | 277.1826  |
| 40           | C4               | 261.6256  |
| 39           | B3               | 246.9417  |
| 38           | A♯3/B♭3          | 233.0819  |
| 37           | A3               | 220.0000  |
| 36           | G♯3/A♭3          | 207.6523  |
| 35           | G3               | 195.9977  |
| 34           | F♯3/G♭3          | 184.9972  |
| 33           | F3               | 174.6141  |
| 32           | E3               | 164.8138  |
| 31           | D♯3/E♭3          | 155.5635  |
| 30           | D3               | 146.8324  |
| 29           | C♯3/D♭3          | 138.5913  |
| 28           | C3               | 130.8128  |
| 27           | B2               | 123.4708  |
| 26           | A♯2/B♭2          | 116.5409  |
| 25           | A2               | 110.0000  |
| 24           | G♯2/A♭2          | 103.8262  |
| 23           | G2               | 97.99886  |
| 22           | F♯2/G♭2          | 92.49861  |
| 21           | F2               | 87.30706  |
| 20           | E2               | 82.40689  |
| 19           | D♯2/E♭2          | 77.78175  |
| 18           | D2               | 73.41619  |
| 17           | C♯2/D♭2          | 69.29566  |
| 16           | C2               | 65.40639  |
| 15           | B1               | 61.73541  |
| 14           | A♯1/B♭1          | 58.27047  |
| 13           | A1               | 55.00000  |
| 12           | G♯1/A♭1          | 51.91309  |
| 11           | G1               | 48.99943  |
| 10           | F♯1/G♭1          | 46.24930  |
| 9            | F1               | 43.65353  |
| 8            | E1               | 41.20344  |
| 7            | D♯1/E♭1          | 38.89087  |
| 6            | D1               | 36.70810  |
| 5            | C♯1/D♭1          | 34.64783  |
| 4            | C1 Pedal C       | 32.70320  |
| 3            | B0               | 30.86771  |
| 2            | A♯0/B♭0          | 29.13524  |
| 1            | A0               | 27.50000  |
| 97           | G♯0/A♭0          | 25.95654  |
| 96           | G0               | 24.49971  |
| 95           | F♯0/G♭0          | 23.12465  |
| 94           | F0               | 21.82676  |
| 93           | E0               | 20.60172  |
| 92           | D♯0/E♭0          | 19.44544  |
| 91           | D0               | 18.35405  |
| 90           | C♯0/D♭0          | 17.32391  |
| 89           | C0               | 16.35160  |